# 邓旭亮
邓旭亮（1972年2月—），男，汉族，湖南邵阳人，中国口腔医学家，主任医师、教授。现任北京大学口腔医院副院长、农工党中央委员。